# 제네시스 G90
제네시스 G90(Genesis G90)은 제네시스의 후륜·4륜구동 방식의 초대형 세단이다. 이전 차명인 EQ900은 기존 현대자동차의 플래그십 세단인 에쿠스의 'EQ'에 최상위 라인업과 완성을 의미하는 숫자 9, 그리고 차별적 위엄을 의미한다. 이는 대한민국에서 아직 에쿠스의 이미지가 강하게 남아있다는 점을 고려한 것이다. 하지만 해외 시장에서는 제네시스 브랜드의 작명법을 따라 G90로 판매되었으며, 페이스리프트를 거친 이후에는 대한민국에서도 G90로 차명이 변경되었다. 2025년 현재 대한민국산 세단 중에서 가장 고가이자 크기가 큰 차종이다.

## 1세대 (LZ/YJ, 1999~2008년)
제네시스는 G90 2022년형 풀체인지의 코드네임을 RS4, 즉 4세대 모델임을 공식적으로 규정함으로써 G90가 에쿠스의 계보를 잇는 모델로 정의하였다.

## 2세대 (VI, 2009~2015년)
제네시스는 G90 2022년형 풀체인지의 코드네임을 RS4, 즉 4세대 모델임을 공식적으로 규정함으로써 G90가 에쿠스의 계보를 잇는 모델로 정의하였다.

## 3세대 (HI, 2015~2021년)

### EQ900/G90 (2015년 12월~2018년 11월)

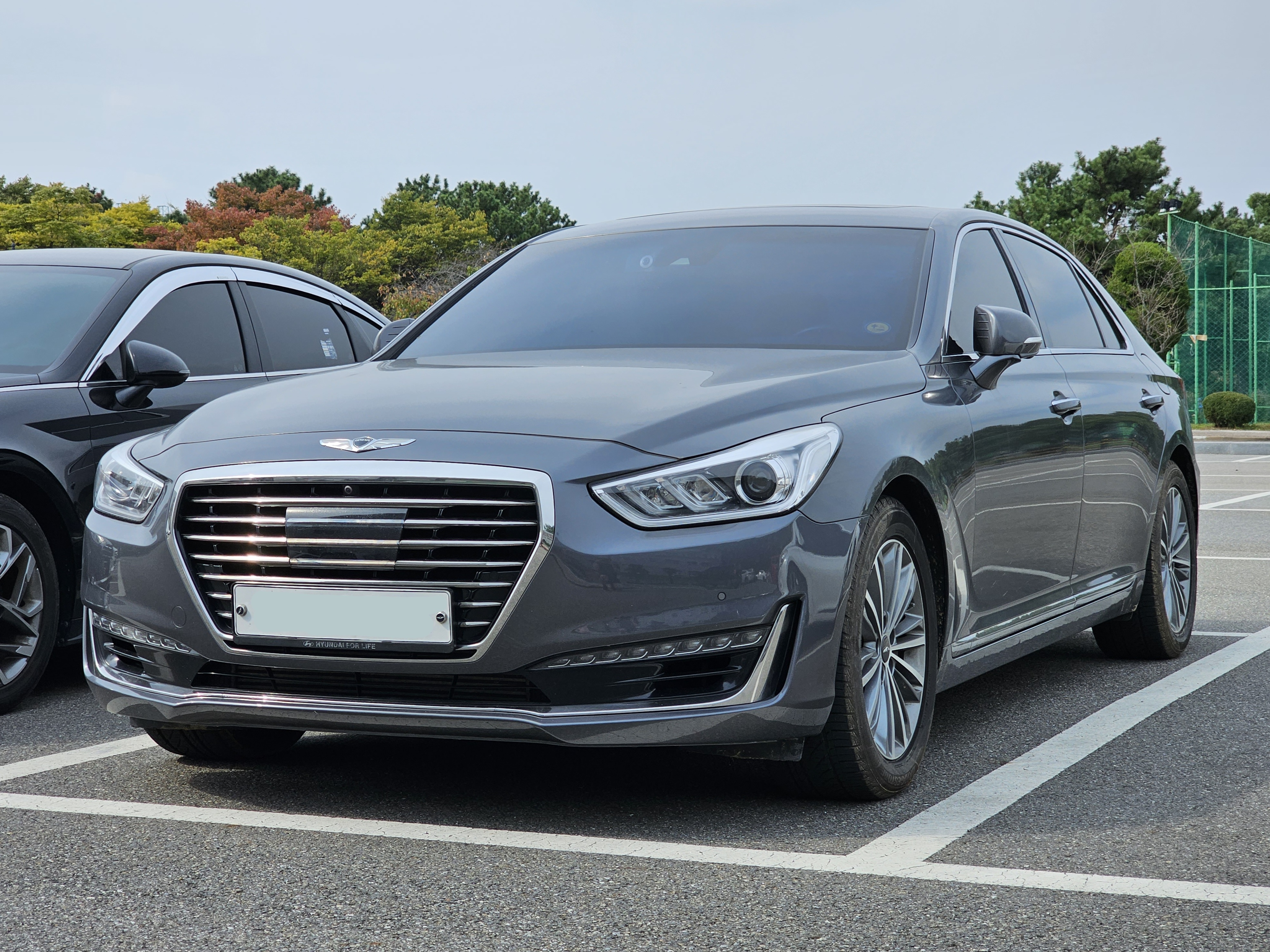
제네시스 EQ900 정측면

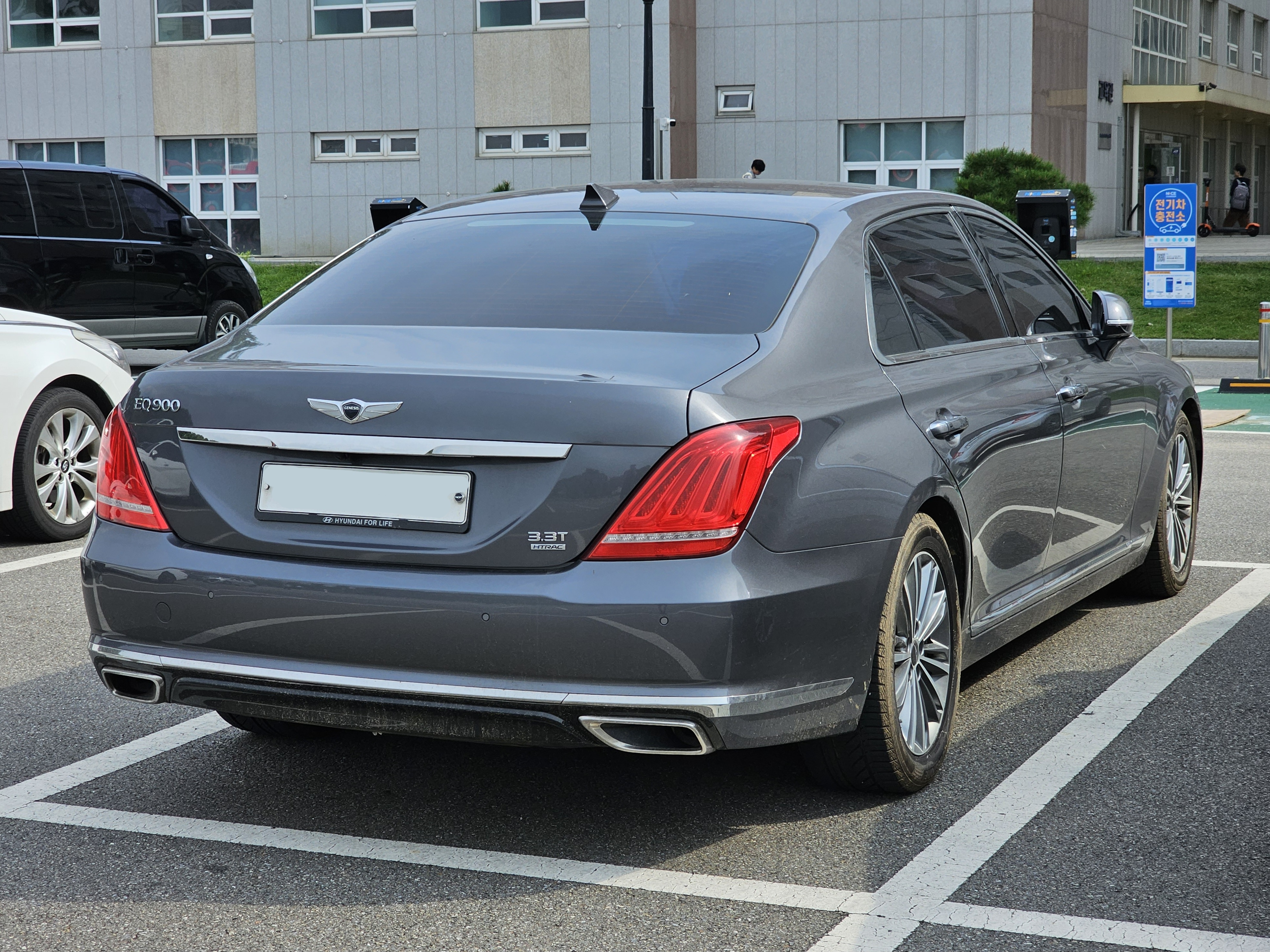
제네시스 EQ900 후측면

에쿠스를 대체하는 차종으로 개발된 EQ900는 2015년 12월 9일에 공식 출시되었다. 출시에 앞서 사전 계약을 받았는데, 그 수가 1만 대를 넘어섰다. 이는 전작인 에쿠스를 훨씬 뛰어넘는 수준이었다. 운전자의 체형 정보를 입력하면 현재의 운전 자세를 분석해 자동으로 시트 등의 위치를 변경시키는 스마트 자세 제어 시스템이 세계 최초로 적용되었고, 항공기 1등석 시트처럼 버튼 하나만 누르면 다양한 착좌 모드로 변형이 가능한 퍼스트 클래스 VIP 시트 등 대형 살룬에 걸맞는 편의 사양이 여럿 적용되었다. 이 외에도 어드밴스드 앞좌석 에어백이 포함된 9 에어백은 물론 대한민국산 자동차 최초의 고속도로 주행 지원 시스템과 후측방 충돌 회피 지원 시스템 등도 적용되었다. 아울러 현대자동차가 독자 개발한 전자식 4륜구동 시스템인 H 트랙(HTRAC)도 적용된다. 처음 선보이는 V6 3.3ℓ 람다 GDI 터보 엔진에는 트윈 터보 시스템이 적용되었으며, 부족함 없는 가속감과 연비 효율성을 구현하였다. 2016년 3월 9일에는 전장이 290mm가 늘어난 스트레치드 리무진인 EQ900L이 출시되었으며, 리무진에는 4륜구동만 적용된다. 여기서 알파벳 L은 Long과 Limousine의 앞글자를 딴 것이다. 같은 해 10월에 2대 모두 해외 판매를 개시했고, 2017년 4월 17일에는 모든 트림에 전동식 뒷면 유리 커튼, 전동식 트렁크, 고성능 에어컨 필터, 세이프티 언락 등이 추가된 2017년형이 선보였다.
V8 5.0리터 DOHC GDI 엔진과 V6 3.3리터 가솔린 트윈터보 엔진은 고급휘발유 대응으로 세팅되어 있다.

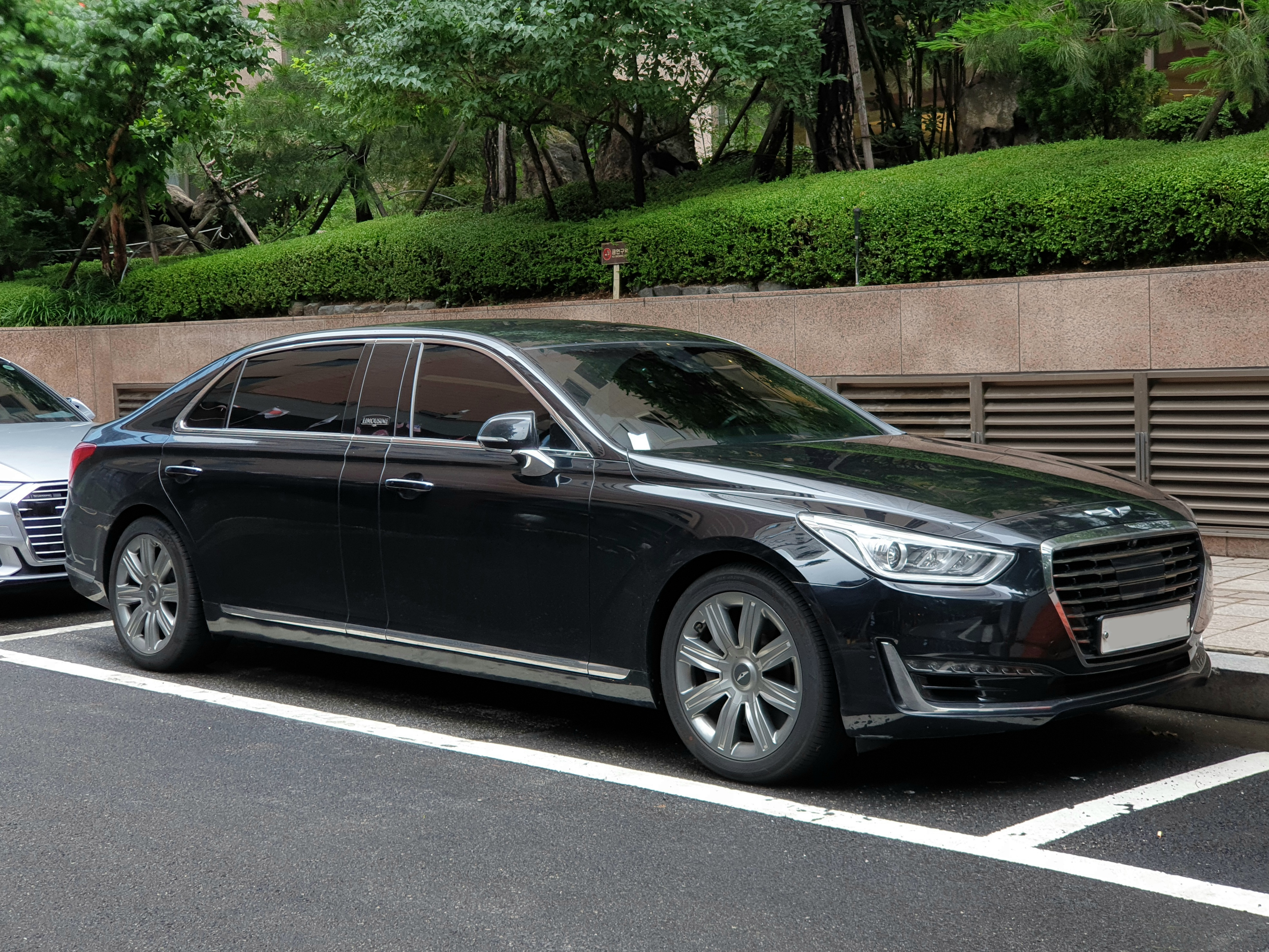
제네시스 EQ900L 정측면
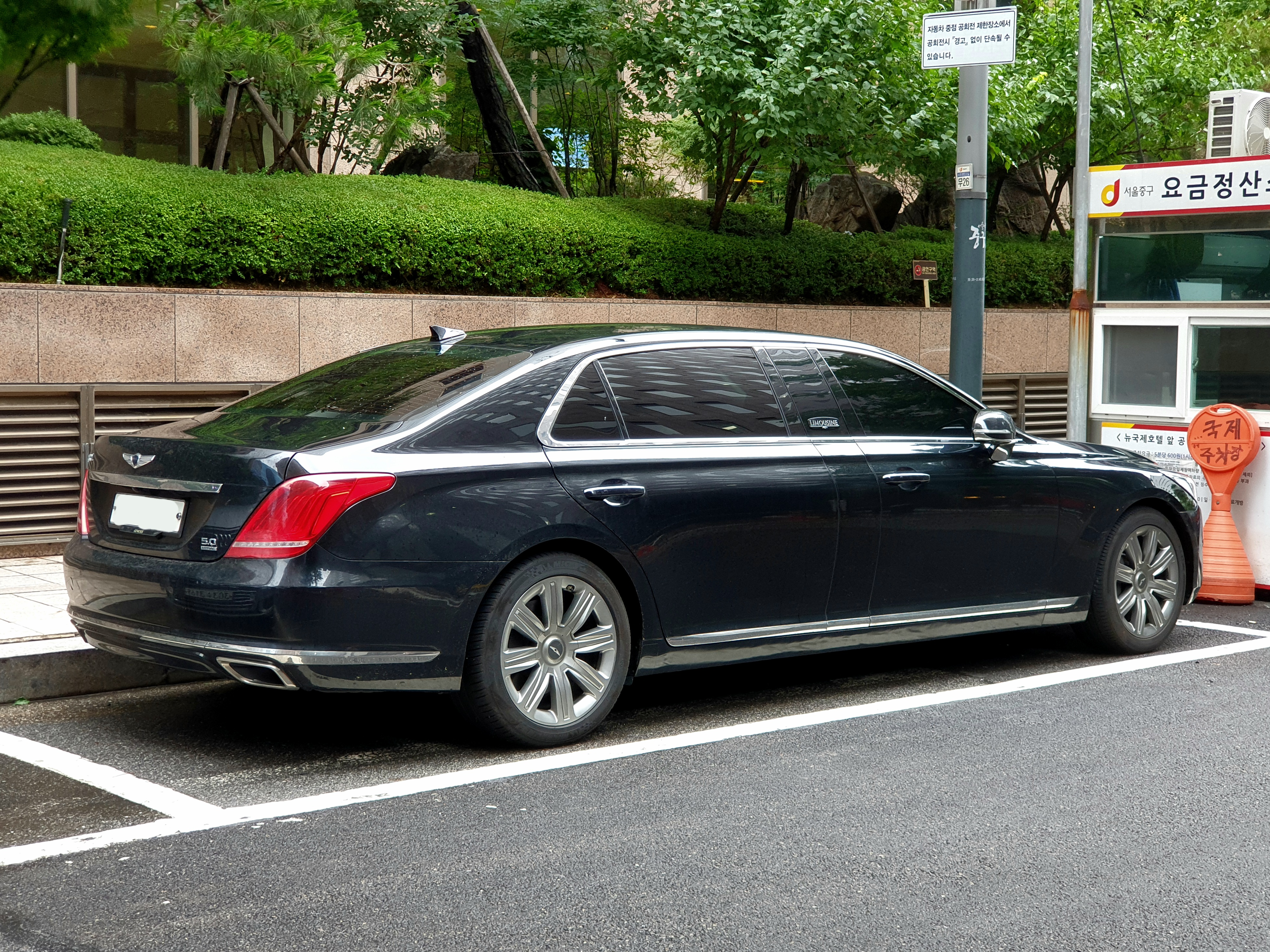
제네시스 EQ900L 후측면

#### 라인업
| 구분  | EQ900 V6 3.3ℓ 람다 GDI 터보 EQ900 V6 3.8ℓ 람다 GDI | EQ900 V8 5.0ℓ 타우 GDI EQ900L V8 5.0ℓ 타우 GDI |
| ----- | -------------------------------------------------- | ---------------------------------------------- |
| EQ900 | 럭셔리 프리미엄 럭셔리 프레스티지                  | 프레스티지                                     |

#### 제원
| 구분                 | EQ900 V6 3.3ℓ 람다 GDI 터보                                                    | EQ900 V6 3.3ℓ 람다 GDI 터보 (H 트랙)                                         | EQ900 V6 3.8ℓ 람다 GDI                                                         | EQ900 V6 3.8ℓ 람다 GDI (H 트랙)                                                | EQ900 V8 5.0ℓ 타우 GDI (H 트랙)        | EQ900L V8 5.0ℓ 타우 GDI (H 트랙)       |       |
| -------------------- | ------------------------------------------------------------------------------ | ---------------------------------------------------------------------------- | ------------------------------------------------------------------------------ | ------------------------------------------------------------------------------ | -------------------------------------- | -------------------------------------- | ----- |
| 전장 (mm)            | 5,205                                                                          | 5,205                                                                        | 5,205                                                                          | 5,205                                                                          | 5,205                                  | 5,495                                  |       |
| 전폭 (mm)            | 1,915                                                                          | 1,915                                                                        | 1,915                                                                          | 1,915                                                                          | 1,915                                  | 1,915                                  |       |
| 전고 (mm)            | 1,495                                                                          | 1,495                                                                        | 1,495                                                                          | 1,495                                                                          | 1,495                                  | 1,505                                  | 1,505 |
| 축거 (mm)            | 3,160                                                                          | 3,160                                                                        | 3,160                                                                          | 3,160                                                                          | 3,160                                  | 3,450                                  |       |
| 윤거 (전, mm)        | 1,630(R18) 1,640(R19)                                                          | 1,630(R18) 1,640(R19)                                                        | 1,630(R18) 1,640(R19)                                                          | 1,630(R18) 1,640(R19)                                                          | 1,640(R19)                             | 1,640(R19)                             |       |
| 윤거 (후, mm)        | 1,659(R18) 1,639(R19)                                                          | 1,659(R18) 1,639(R19)                                                        | 1,659(R18) 1,639(R19)                                                          | 1,659(R18) 1,639(R19)                                                          | 1,639(R19)                             | 1,639(R19)                             |       |
| 승차 정원            | 4명(퍼스트 클래스 VIP 시트 적용시) 5명                                         | 4명(퍼스트 클래스 VIP 시트 적용시) 5명                                       | 4명(퍼스트 클래스 VIP 시트 적용시) 5명                                         | 4명(퍼스트 클래스 VIP 시트 적용시) 5명                                         | 4명(퍼스트 클래스 VIP 시트 적용시) 5명 | 4명(퍼스트 클래스 VIP 시트 적용시) 5명 |       |
| 변속기               | 자동 8단                                                                       | 자동 8단                                                                     | 자동 8단                                                                       | 자동 8단                                                                       | 자동 8단                               | 자동 8단                               |       |
| 서스펜션 (전/후)     | 멀티 링크/멀티 링크                                                            | 멀티 링크/멀티 링크                                                          | 멀티 링크/멀티 링크                                                            | 멀티 링크/멀티 링크                                                            | 멀티 링크/멀티 링크                    | 멀티 링크/멀티 링크                    |       |
| 구동 형식            | 후륜구동                                                                       | 4륜구동                                                                      | 후륜구동                                                                       | 4륜구동                                                                        | 4륜구동                                | 4륜구동                                |       |
| 엔진 형식            | G6DP                                                                           | G6DP                                                                         | G6DN                                                                           | G6DN                                                                           | G8BE                                   | G8BE                                   |       |
| 연료                 | 휘발유                                                                         | 휘발유                                                                       | 휘발유                                                                         | 휘발유                                                                         | 휘발유                                 | 휘발유                                 |       |
| 배기량 (cc)          | 3,342                                                                          | 3,342                                                                        | 3,778                                                                          | 3,778                                                                          | 5,038                                  | 5,038                                  |       |
| 최고 출력 (ps/rpm)   | 370/6,000(프리미엄 연료)                                                       | 370/6,000(프리미엄 연료)                                                     | 315/6,000                                                                      | 315/6,000                                                                      | 425/6,000(프리미엄 연료)               | 425/6,000(프리미엄 연료)               |       |
| 최대 토크 (kg*m/rpm) | 52.0/1,300~4,500(프리미엄 연료)                                                | 52.0/1,300~4,500(프리미엄 연료)                                              | 40.5/5,000                                                                     | 40.5/5,000                                                                     | 53.0/5,000(프리미엄 연료)              | 53.0/5,000(프리미엄 연료)              |       |
| 연료 탱크 용량 (ℓ)   | 83                                                                             | 83                                                                           | 77                                                                             | 77                                                                             | 83                                     | 83                                     |       |
| 요소수 탱크 용량 (ℓ) | -                                                                              | -                                                                            | -                                                                              | -                                                                              | -                                      | -                                      |       |
| 공차 중량 (kg)       | 2,060(18인치 휠)/ 2,115(4인)/2,095(5인)(19인치 휠)                             | 2,130(18인치 휠)/ 2,185(4인)/2,165(5인)(19인치 휠)                           | 1,995(18인치 휠)/ 2,050(4인)/2,030(5인)(19인치 휠)                             | 2,065(18인치 휠)/ 2,120(4인)/2,100(5인)(19인치 휠)                             | 2,235(4인)/ 2,215(5인)(19인치 휠)      | 2,290(4인)/ 2,270(5인)(19인치 휠)      |       |
| 연비 (km/ℓ)          | 도심 7.2/고속 10.6/복합 8.5(18인치 휠)/ 도심 7.0/고속 10.2/복합 8.2(19인치 휠) | 도심 6.6/고속 9.7/복합 7.8(18인치 휠)/ 도심 6.6/고속 9.7/복합 7.8(19인치 휠) | 도심 7.4/고속 10.8/복합 8.7(18인치 휠)/ 도심 7.3/고속 10.6/복합 8.5(19인치 휠) | 도심 7.0/고속 10.3/복합 8.2(18인치 휠)/ 도심 6.7/고속 10.2/복합 7.9(19인치 휠) | 도심 6.1/고속 9.5/복합 7.3(19인치 휠)  | 도심 6.0/고속 9.4/복합 7.2(19인치 휠)  |       |
| Co2 배출량 (g/km)    | 203(18인치 휠)/ 211(19인치 휠)                                                 | 222(18/19인치 휠)                                                            | 198(18인치 휠)/ 203(19인치 휠)                                                 | 211(18인치 휠)/ 218(19인치 휠)                                                 | 239(19인치 휠)                         | 239(19인치 휠)                         |       |

### 페이스리프트 (2018년 11월~2022년 1월)

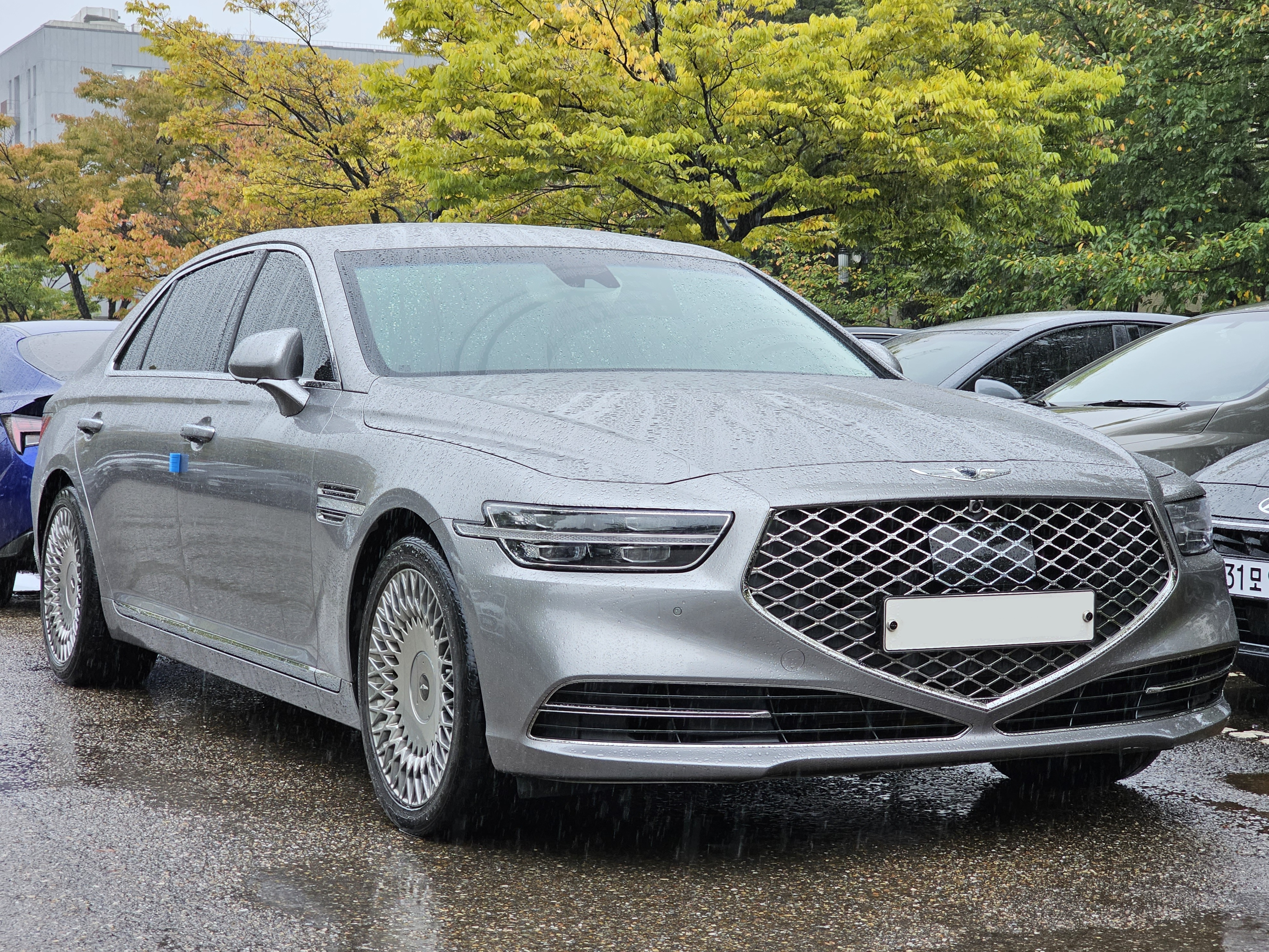
제네시스 G90 정측면

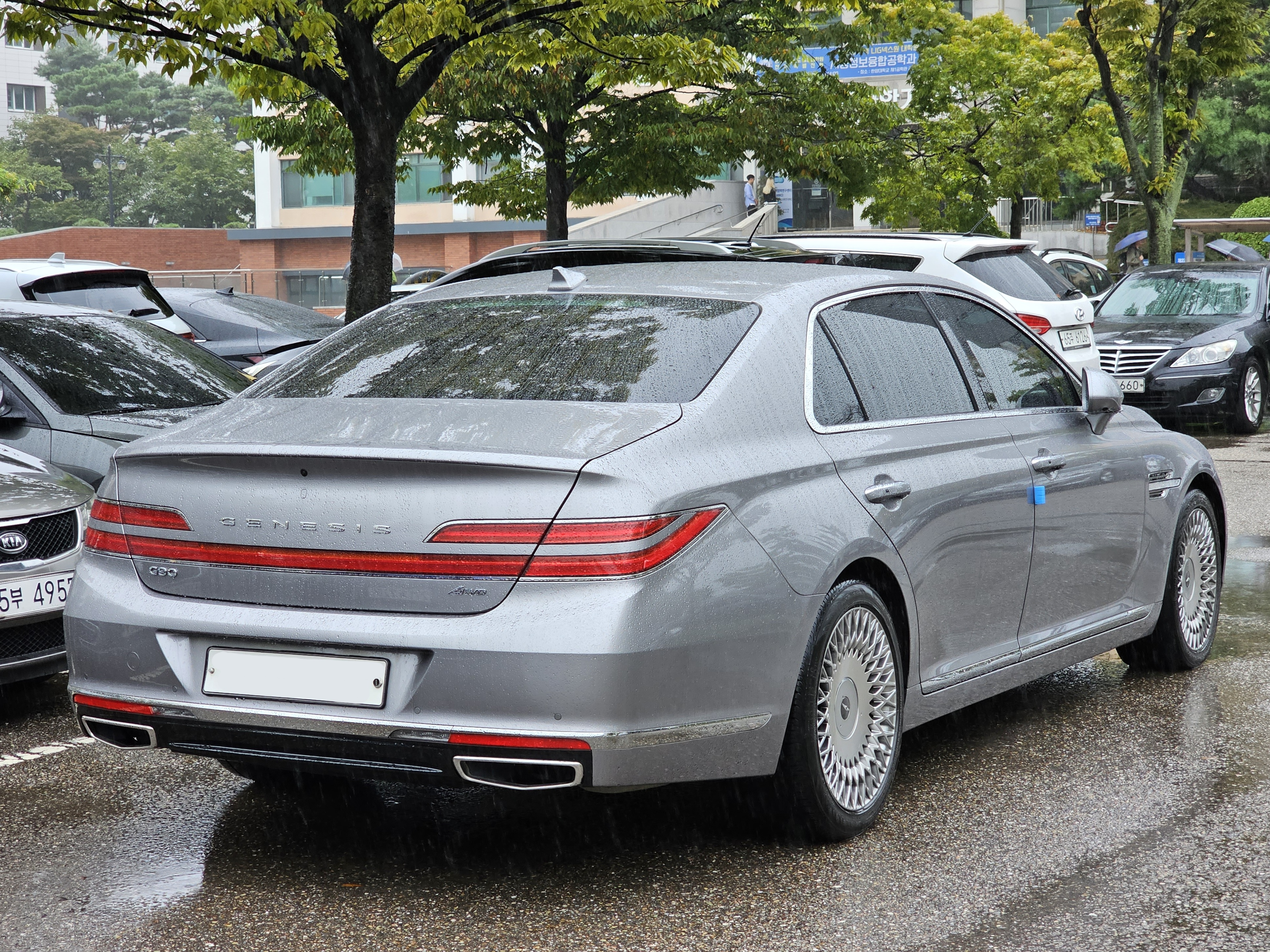
제네시스 G90 후측면

2018년 11월 27일 출시되었다. 페이스리프트를 계기로 차명을 해외 시장과 동일한 G90로 일원화하였다. 제네시스만의 고유 패턴인 G-매트릭스가 헤드 램프와 테일 램프, 19인치 알루미늄 휠, 크레스트 그릴에 적용되었다. 쿼드 램프라고 불리는 헤드 램프는 4개의 램프로 이루어져 독창성을 표현하였고, 테일 램프도 상·하 분리형의 넓은 형상으로 변경되는 등 향후 제네시스의 패밀리 룩을 엿볼 수 있게 다듬어졌다. 내비게이션 자동 무선 업데이트, 지능형 차량 관리 서비스 등 한층 강화된 IT 편의 사양이 적용되어 고객에게 차별화된 서비스를 제공한다. 후진 시 차량 후방 노면에 LED 가이드 조명을 투사하는 후진 가이드 램프와 10 에어백의 적용으로 사고로 인한 위험을 최소화하였다. 2019년 2월 19일에는 스트레치드 리무진인 G90L이 더해졌으며, 초기 모델처럼 4륜구동만 적용된다.
풀 모델 체인지를 앞두고 2021년 11월에 단산됐다.

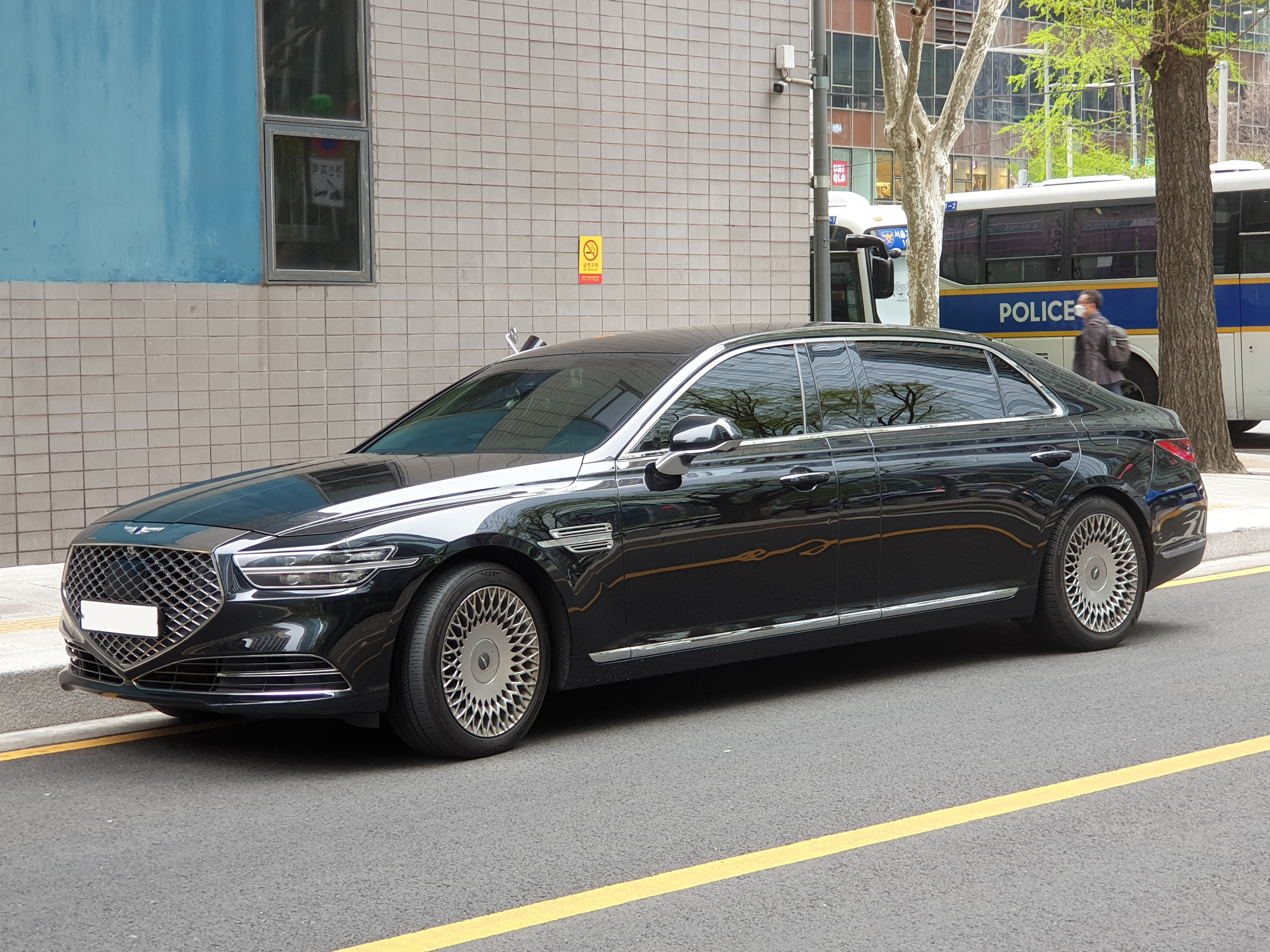
제네시스 G90L 전측면
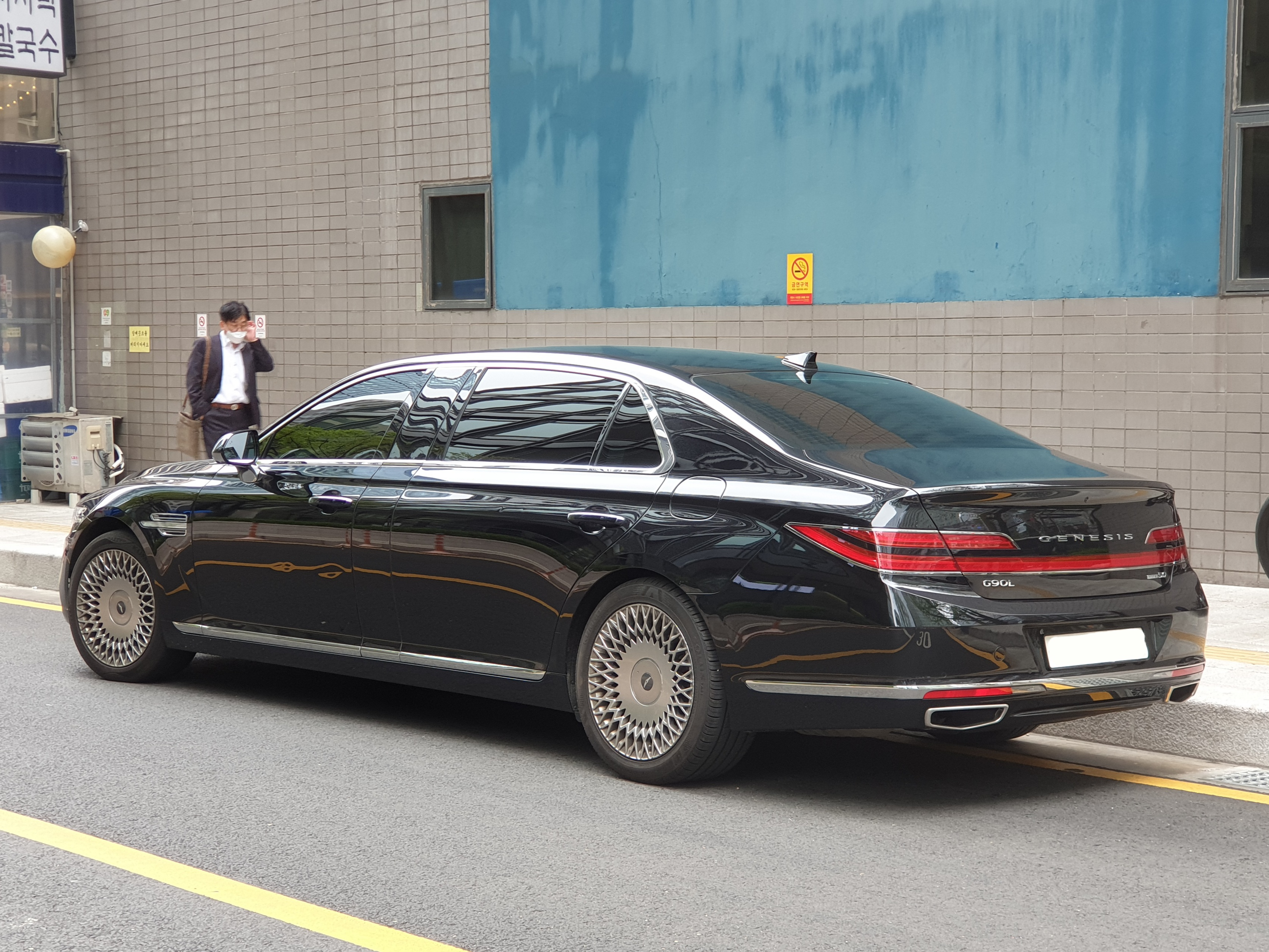
제네시스 G90L 후측면

#### 라인업
| 구분 | G90 V6 3.3ℓ 람다 GDI 터보 G90 V6 3.8ℓ 람다 GDI | G90 V8 5.0ℓ 타우 GDI G90L V8 5.0ℓ 타우 GDI |
| ---- | ---------------------------------------------- | ------------------------------------------ |
| G90  | 럭셔리 프리미엄 럭셔리 프레스티지              | 프레스티지                                 |

#### 제원
| 구분                 | G90 V6 3.3ℓ 람다 GDI 터보                                                      | G90 V6 3.3ℓ 람다 GDI 터보 (AWD)                                              | G90 V6 3.8ℓ 람다 GDI                                                           | G90 V6 3.8ℓ 람다 GDI (AWD)                                                   | G90 V8 5.0ℓ 타우 GDI (AWD)             | G90L V8 5.0ℓ 타우 GDI (AWD)            |       |
| -------------------- | ------------------------------------------------------------------------------ | ---------------------------------------------------------------------------- | ------------------------------------------------------------------------------ | ---------------------------------------------------------------------------- | -------------------------------------- | -------------------------------------- | ----- |
| 전장 (mm)            | 5,205                                                                          | 5,205                                                                        | 5,205                                                                          | 5,205                                                                        | 5,205                                  | 5,495                                  |       |
| 전폭 (mm)            | 1,915                                                                          | 1,915                                                                        | 1,915                                                                          | 1,915                                                                        | 1,915                                  | 1,915                                  |       |
| 전고 (mm)            | 1,495                                                                          | 1,495                                                                        | 1,495                                                                          | 1,495                                                                        | 1,495                                  | 1,505                                  | 1,505 |
| 축거 (mm)            | 3,160                                                                          | 3,160                                                                        | 3,160                                                                          | 3,160                                                                        | 3,160                                  | 3,450                                  |       |
| 윤거 (전, mm)        | 1,630(R18) 1,640(R19)                                                          | 1,630(R18) 1,640(R19)                                                        | 1,630(R18) 1,640(R19)                                                          | 1,630(R18) 1,640(R19)                                                        | 1,640(R19)                             | 1,640(R19)                             |       |
| 윤거 (후, mm)        | 1,659(R18) 1,639(R19)                                                          | 1,659(R18) 1,639(R19)                                                        | 1,659(R18) 1,639(R19)                                                          | 1,659(R18) 1,639(R19)                                                        | 1,639(R19)                             | 1,639(R19)                             |       |
| 승차 정원            | 4명(퍼스트 클래스 VIP 시트 적용시) 5명                                         | 4명(퍼스트 클래스 VIP 시트 적용시) 5명                                       | 4명(퍼스트 클래스 VIP 시트 적용시) 5명                                         | 4명(퍼스트 클래스 VIP 시트 적용시) 5명                                       | 4명(퍼스트 클래스 VIP 시트 적용시) 5명 | 4명(퍼스트 클래스 VIP 시트 적용시) 5명 |       |
| 변속기               | 자동 8단                                                                       | 자동 8단                                                                     | 자동 8단                                                                       | 자동 8단                                                                     | 자동 8단                               | 자동 8단                               |       |
| 서스펜션 (전/후)     | 멀티 링크/멀티 링크                                                            | 멀티 링크/멀티 링크                                                          | 멀티 링크/멀티 링크                                                            | 멀티 링크/멀티 링크                                                          | 멀티 링크/멀티 링크                    | 멀티 링크/멀티 링크                    |       |
| 구동 형식            | 후륜구동                                                                       | 4륜구동                                                                      | 후륜구동                                                                       | 4륜구동                                                                      | 4륜구동                                | 4륜구동                                |       |
| 엔진 형식            | G6DP                                                                           | G6DP                                                                         | G6DN                                                                           | G6DN                                                                         | G8BE                                   | G8BE                                   |       |
| 연료                 | 휘발유                                                                         | 휘발유                                                                       | 휘발유                                                                         | 휘발유                                                                       | 휘발유                                 | 휘발유                                 |       |
| 배기량 (cc)          | 3,342                                                                          | 3,342                                                                        | 3,778                                                                          | 3,778                                                                        | 5,038                                  | 5,038                                  |       |
| 최고 출력 (ps/rpm)   | 370/6,000(프리미엄 연료)                                                       | 370/6,000(프리미엄 연료)                                                     | 315/6,000                                                                      | 315/6,000                                                                    | 425/6,000(프리미엄 연료)               | 425/6,000(프리미엄 연료)               |       |
| 최대 토크 (kg*m/rpm) | 52.0/1,300~4,500(프리미엄 연료)                                                | 52.0/1,300~4,500(프리미엄 연료)                                              | 40.5/5,000                                                                     | 40.5/5,000                                                                   | 53.0/5,000(프리미엄 연료)              | 53.0/5,000(프리미엄 연료)              |       |
| 연료 탱크 용량 (ℓ)   | 83                                                                             | 83                                                                           | 77                                                                             | 77                                                                           | 83                                     | 83                                     |       |
| 요소수 탱크 용량 (ℓ) | -                                                                              | -                                                                            | -                                                                              | -                                                                            | -                                      | -                                      |       |
| 공차 중량 (kg)       | 2,065(18인치 휠)/ 2,120(4인)/2,100(5인)(19인치 휠)                             | 2,130(18인치 휠)/ 2,185(4인)/2,165(5인)(19인치 휠)                           | 2,020(18인치 휠)/ 2,070(4인)/2,050(5인)(19인치 휠)                             | 2,090(18인치 휠)/ 2,140(4인)/2,120(5인)(19인치 휠)                           | 2,245(4인)/ 2,225(5인)(19인치 휠)      | 2,290(4인)/ 2,270(5인)(19인치 휠)      |       |
| 연비 (km/ℓ)          | 도심 7.6/고속 10.7/복합 8.8(18인치 휠)/ 도심 7.3/고속 10.1/복합 8.4(19인치 휠) | 도심 7.0/고속 9.9/복합 8.1(18인치 휠)/ 도심 7.0/고속 9.7/복합 8.0(19인치 휠) | 도심 7.9/고속 10.7/복합 8.9(18인치 휠)/ 도심 7.7/고속 10.5/복합 8.7(19인치 휠) | 도심 7.2/고속 9.9/복합 8.2(18인치 휠)/ 도심 7.2/고속 9.7/복합 8.1(19인치 휠) | 도심 6.2/고속 9.3/복합 7.3(19인치 휠)  | 도심 6.1/고속 9.3/복합 7.2(19인치 휠)  |       |
| Co2 배출량 (g/km)    | 196(18인치 휠)/ 205(19인치 휠)                                                 | 214(18인치 휠)/ 217(19인치 휠)                                               | 192(18인치 휠)/ 197(19인치 휠)                                                 | 210(18인치 휠)/ 212(19인치 휠)                                               | 239(19인치 휠)                         | 241(19인치 휠)                         |       |

## 4세대 (RS4, 2022년~)
2021년 11월 30일 외장 디자인 공개 후 12월 14일부터 계약을 받았고, 2022년 1월 13일부터 판매를 시작했다.
일반 모델과 롱 휠베이스 모델 2가지 모델로 나뉜다. RS4 G90 리무진은 기존 에쿠스/체어맨같은 스트레치드식이 아니며, 다이너스티 리무진 모델 이후 대한민국 대형 세단에서 2번째로 나오는 롱 휠베이스형 모델이다. 전면부는 레이어드 아키텍쳐가 적용된 크레스트 그릴과 두 줄 디자인이 적용된 헤드램프로 구성됐다. 헤드램프는 MLA 기술이 적용된 하향등 렌즈와 주간 주행등 렌즈, 상향등 렌즈를 교차 배열해 가장 얇은 두께의 두 줄 디자인을 구현했다. 또한, 하향등은 모듈 1개당 2백여개의 마이크로 옵틱 렌즈를 적용했으며 클램쉘 후드, 기요셰 패턴 엠블럼 등도 적용됐다. 측면부는 후드에서 트렁크까지 하나의 선으로 이어지는 파라볼릭 라인과 휠을 감싸고 있는 펜더의 애슬래틱 파워 라인이 적용됐다. 후면부는 두 줄의 리어 콤비램프 및 제네시스 레터링 엠블럼으로 디자인했으며 번호판, 각종 센서, 후진등과 같은 기능적 요소는 하단부로 내렸다.
실내는 클러스터와 내비게이션이 파노라믹 디스플레이로 연결된 차세대 인포테인먼트 시스템과 유리와 알루미늄 소재를 사용한 센터 콘솔의 조작계가 특징이다. 또한, 전자식 변속 조작계는 후진 기어 최초 및 반복 조작 시 햅틱 진동이 일어난다. 파노라마 선루프는 뒷좌석 롤블라인드를 단독 조작할 수 있다. 카스테레오의 스피커는 렉시콘에서 뱅 앤 올룹슨의 유닛으로 교체됐다.
외장 색상은 한라산 그린, 카프리 블루, 바릴로체 브라운, 발렌시아 골드, 마우이 블랙, 마칼루 그레이, 비크 블랙, 태즈먼 블루, 세빌 실버, 우유니 화이트, 마칼루 그레이 매트(무광), 베르비에 화이트(무광) 등 총 12가지 색상이며, 실내는 옵시디언 블랙 모노톤, 보르도 브라운/옵시디언 블랙 투톤, 글레이셔 화이트/어반 브라운 투톤, 모던 그레이/갤럭시 블랙 투톤, 듄 베이지/벨벳 버건디 투톤 등 5가지 색상이다.
가솔린 엔진은 V8 타우 엔진을 폐지하고 380마력 람다 V6 3.5리터 가솔린 트윈터보로 일원화했으며, 리무진(롱 휠베이스) 모델에는 48V 마일드 하이브리드와 전동식 슈퍼차저가 추가되어 415마력을 낸다. 2023년 3월에는 부분변경을 거치면서 일반형에도 415마력 슈퍼차저 마일드 하이브리드를 선택할 수 있게 했다.
2022년엔 미국의 자동차 잡지인 모터트렌드에서 매년 선정하는 올해의 자동차(2023년)에 선정되었다.

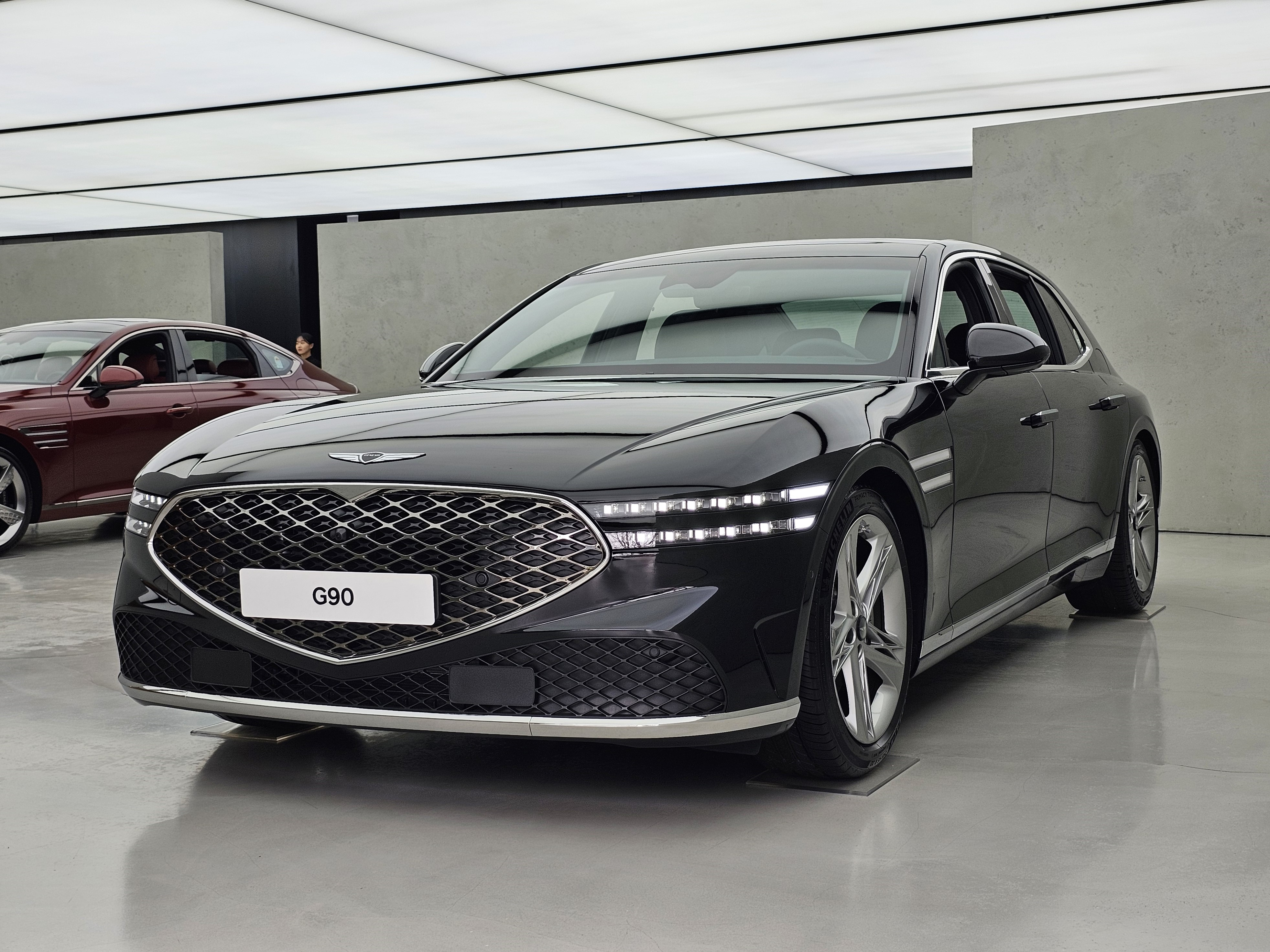
제네시스 G90 전측면
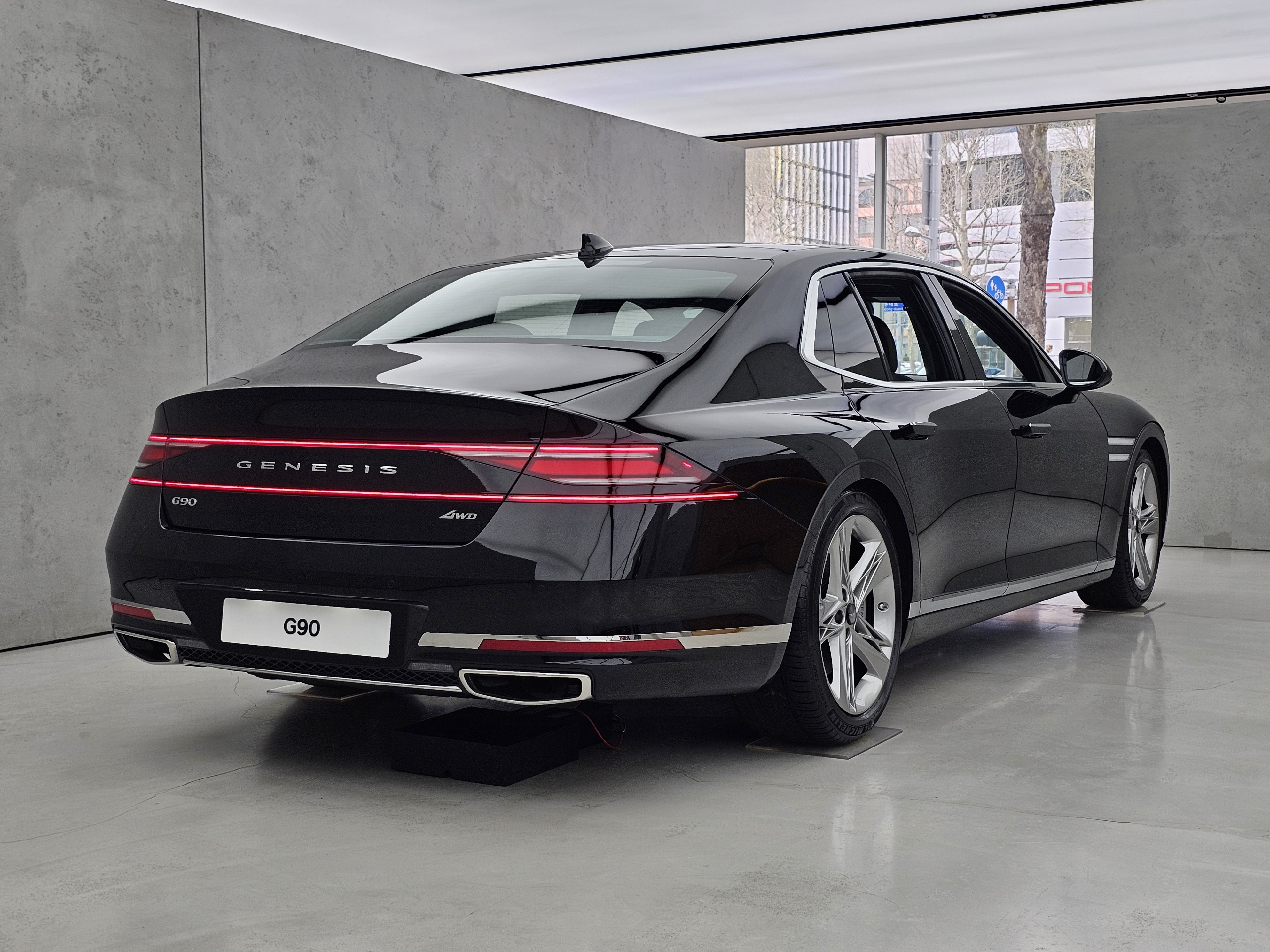
제네시스 G90 후측면
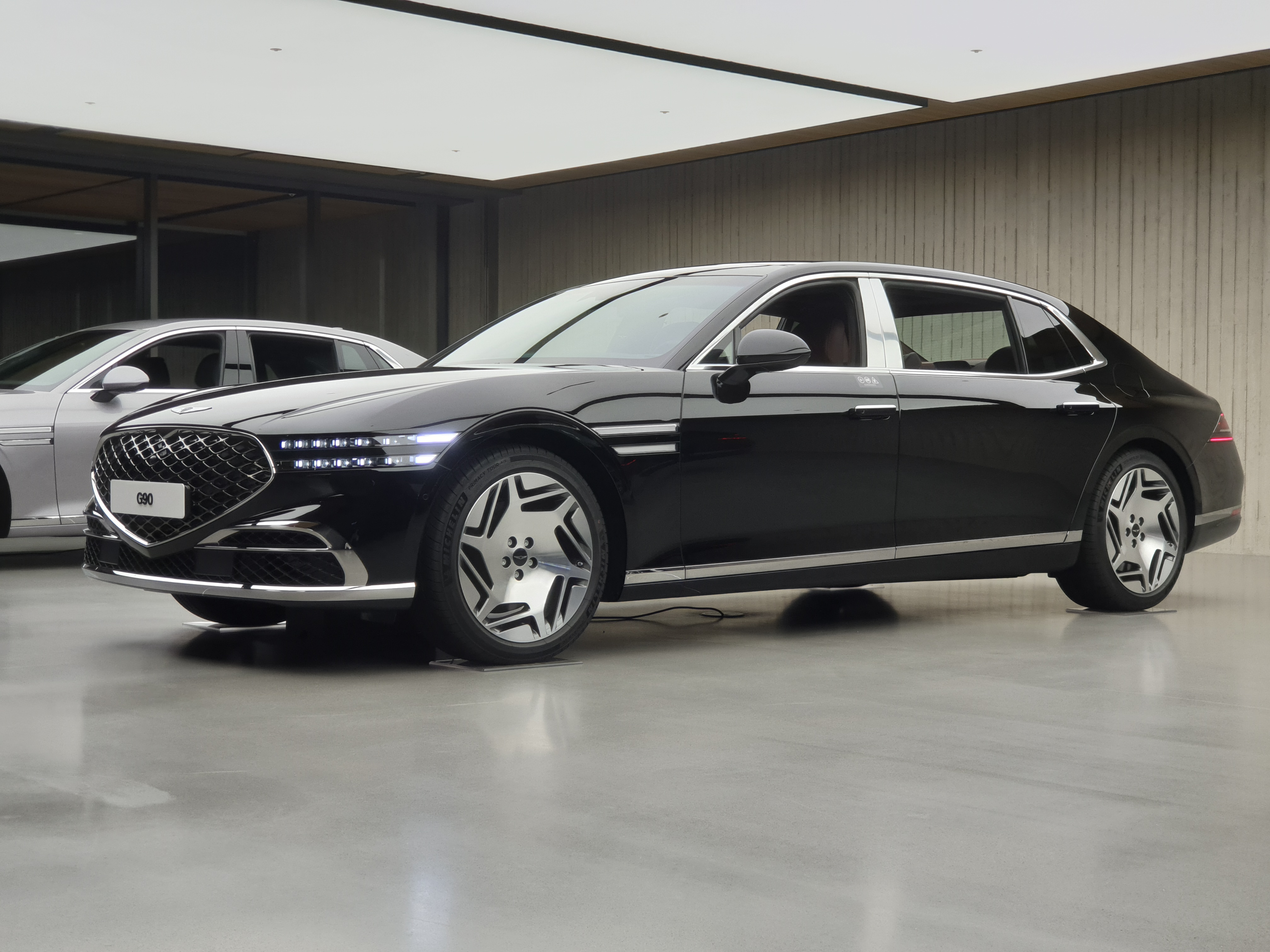
제네시스 G90 LWB 전측면
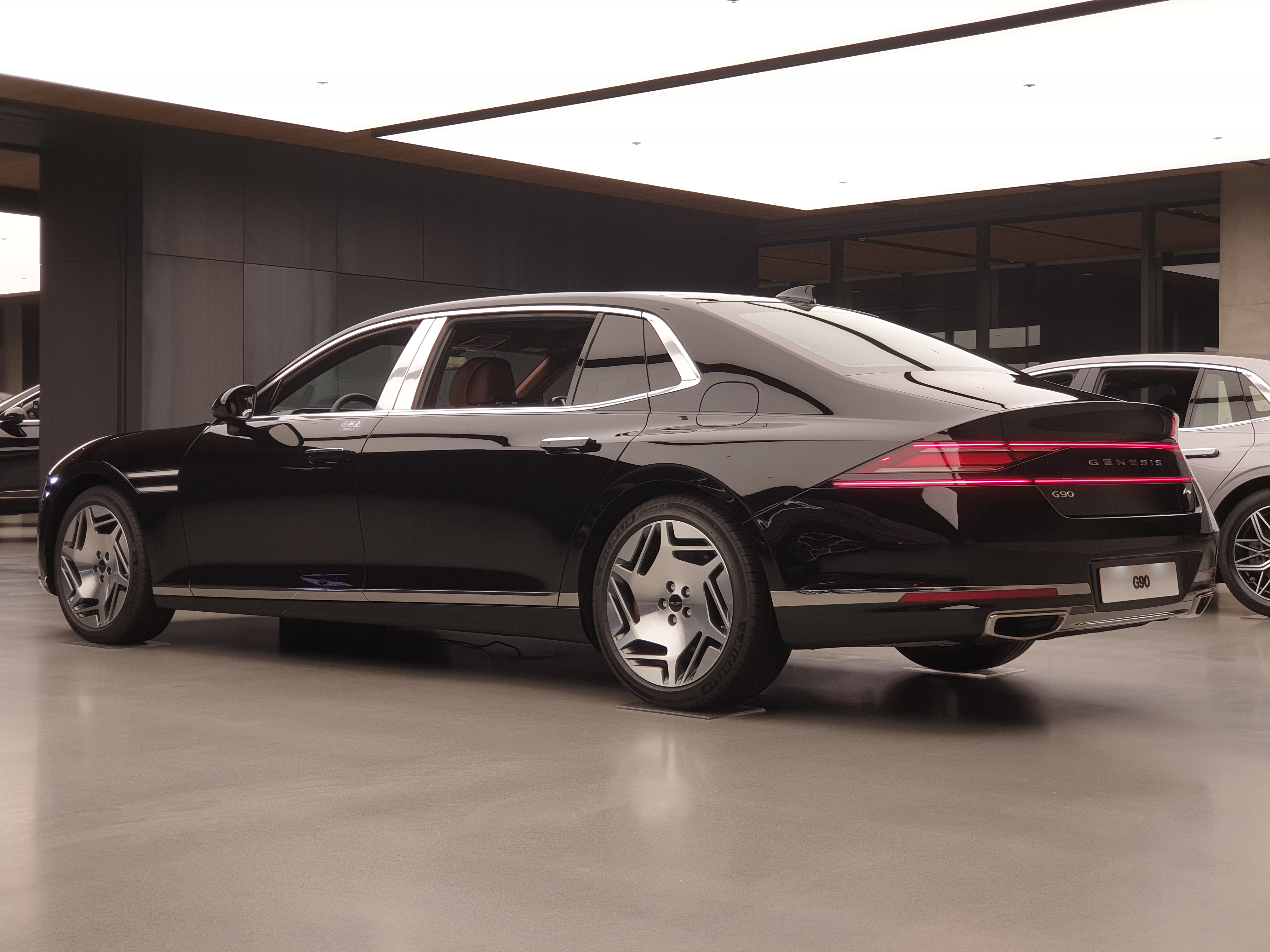
제네시스 G90 LWB 후측면
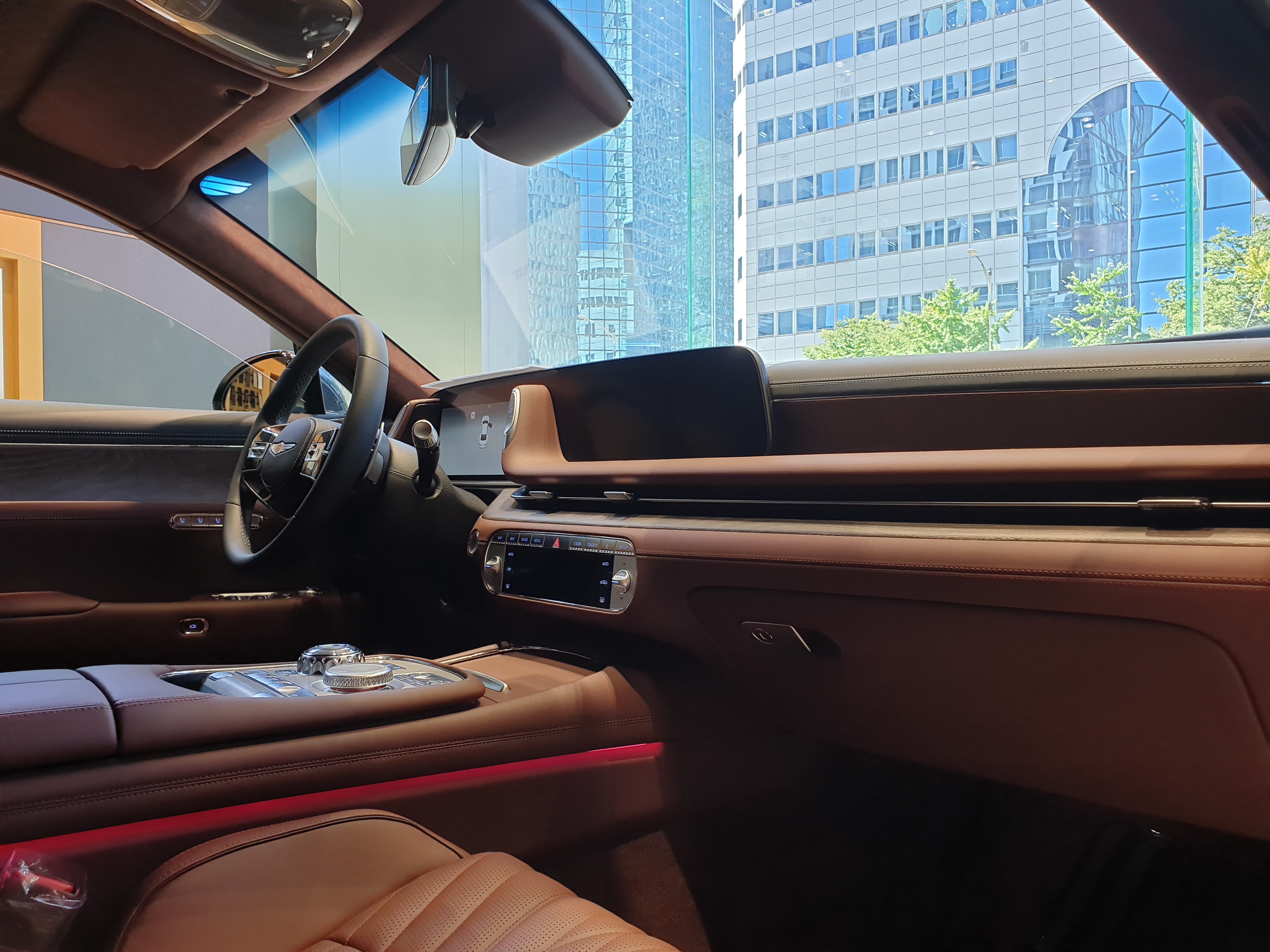
제네시스 G90 실내

#### 제원
| 구분             | G90 일반 모델            | G90 롱휠베이스           |
| ---------------- | ------------------------ | ------------------------ |
| 전장 (MM)        | 5,275                    | 5,465                    |
| 전폭 (MM)        | 1,930                    | 1,930                    |
| 전고 (MM)        | 1,490                    | 1,490                    |
| 축거 (MM)        | 3,180                    | 3,370                    |
| 구동 형식        | 후륜구동 / AWD           | 사륜구동 / AWD           |
| 엔진             | 3.5 T-GDi                | 3.5 T-GDi 48V E-S/C      |
| 배기량 (CC)      | 3,470                    | 3,470                    |
| 최고 출력 (PS)   | 380                      | 415                      |
| 최대 토크 (KG*M) | 54.0                     | 56.0                     |
| 복합연비 (KM/ℓ)  | 9.3 (2WD, 19인치, 5인승) | 8.5 (4WD, 20인치, 5인승) |

### G90 블랙 (2024년 3월~)
2024년 3월 20일 2024년형을 선보였다. 2024년 3월 21일에 출시된 G90 블랙은 제네시스만의 블랙 디자인 콘셉트인 제네시스 블랙을 적용한 브랜드 최초 모델이며, 내·외장의 모든 부위를 블랙 색상으로 마감했다. 3.5T 48V MHEV e-S/C AWD 기반이며 가격은 1억 3,800만원부터 시작한다.
외관은 전면 범퍼 그릴, 라디에이터 그릴, 전면 엠블럼, DLO 몰딩, 브레이크 캘리퍼를 블랙 색상으로 적용하고, 전용 디자인의 21인치 다크 스퍼터링 휠과 전용 플로팅 휠 캡을 적용했다. 후면부는 트렁크 리드 중앙에 위치한 제네시스 레터링 엠블럼을 다크 메탈릭 색상으로 적용했다.
내장은 전용 세미 아닐린 시트 커버링 및 퀼팅, 리얼 우드 가니쉬, 알루미늄 스피커 커버, 노브 및 스위치류, 도어 버튼 등 모든 부분에 블랙 색상으로 적용했다. 빛의 세기나 반사의 정도와 무관하게 어떤 환경에서도 블랙 색상이 표현되도록 가죽과 봉제실, 리얼 우드 가니쉬 등의 내장재를 사용했다.
가솔린 3.5 터보 48V 일렉트릭 슈퍼차저 사륜구동 단일 파워트레인 및 구동 타입으로 운영하며, 파노라마 선루프, 빌트인 캠 패키지, 차량보호필름을 제외한 주요 고급 사양을 기본 적용했다.

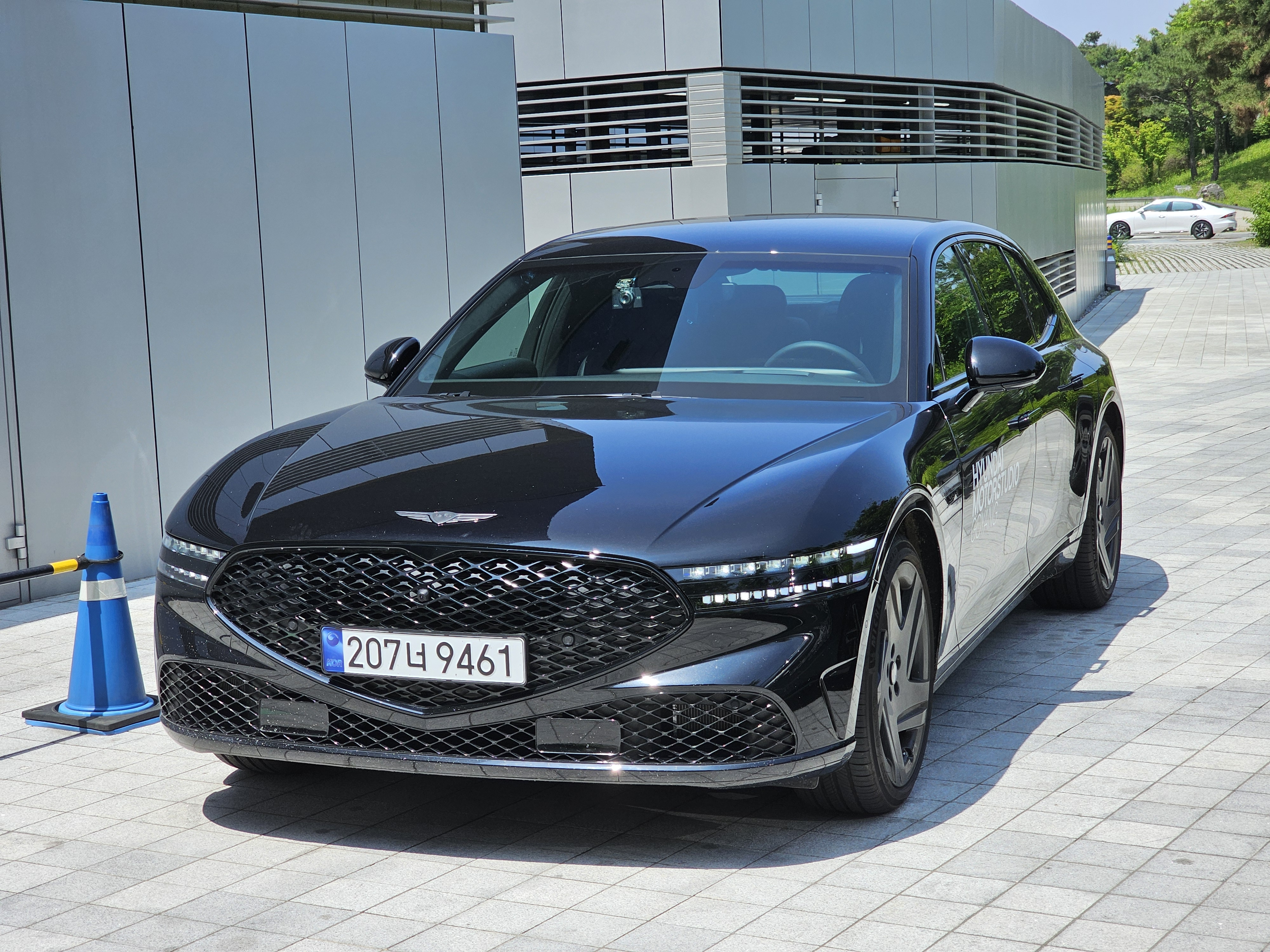
제네시스 G90 블랙 전면
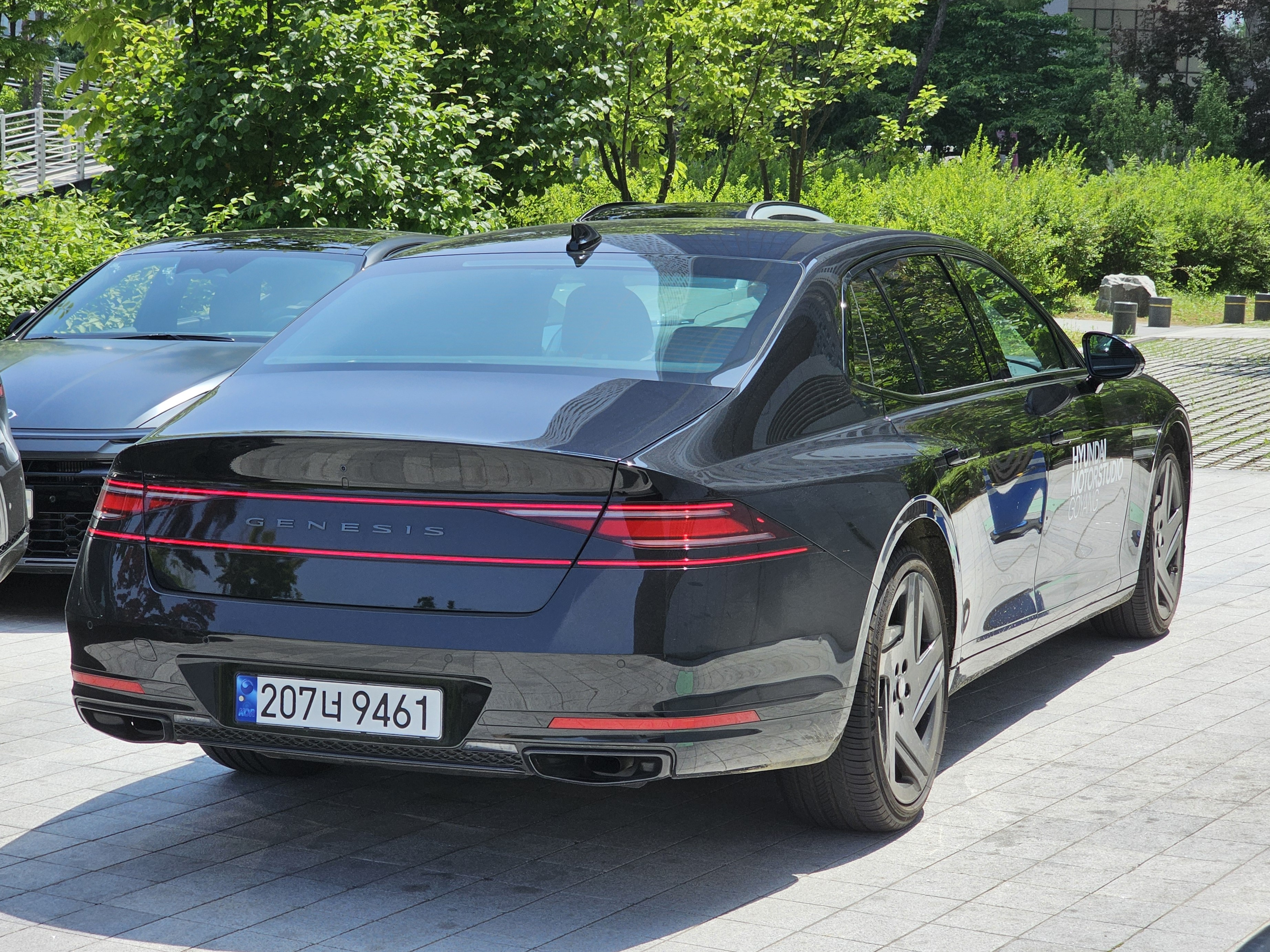
제네시스 G90 블랙 후면
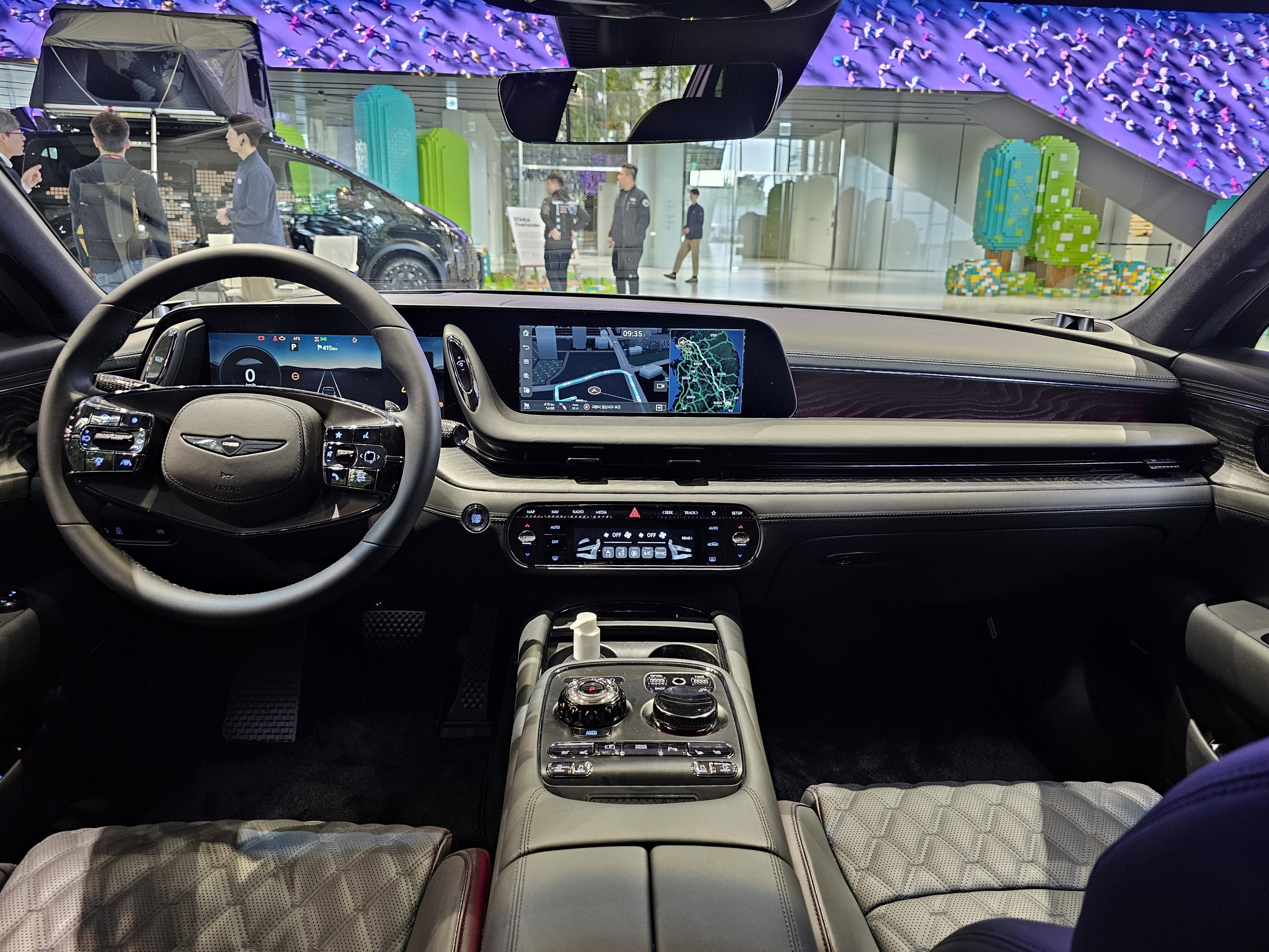
제네시스 G90 블랙 실내

### G90 롱휠베이스 블랙 (2025년 3월~)
2025년 3월 5일에 블랙 라인업에 최상위 플래그십 모델, G90 롱휠베이스 블랙이 출시됐다. 외관은 전면 라디에이터 그릴과 엠블럼, 전면 범퍼 인테이크 몰딩, 후면 범퍼 하단부 몰딩, DLO(Day Light Opening) 몰딩, 헤드램프 내부 사이드 베젤 등 외장 주요 부위에 블랙 색상을 적용했으며, 유광 블랙 색상의 20인치 블랙 전용 휠, 블랙 플로팅 휠 캡을 장착하고 차량 후면에 다크 메탈릭 컬러의 제네시스 레터링을 적용했다.
실내는 실내 공간에 있는 주요 버튼과 스위치, 가니쉬, 스티어링 휠 및 패들 시프트, 멀티펑션, 도어스텝 등에 모두 블랙 색상을 적용했으며, G90 롱휠베이스 블랙 전용 세미 애닐린 퀼팅 시트가 적용됐다. 또한 콕핏, 도어 트림의 블랙 애쉬우드에 나뭇결을 따라 브라스(Brass) 컬러를 적용하고, 블랙 전용 패턴을 반영했다. 그 외에도 파노라믹 디스플레이에 표현되는 웰컴 및 굿바이 애니메이션, 2D 및 3D 차량 이미지, 그래픽 테마를 새롭게 구현했고, 스마트 키의 버튼과 엔진 룸 커버 엠블럼에 블랙 색상이 적용됐다.
G90 롱휠베이스 블랙은 가솔린 3.5터보 48V 일렉트릭 슈퍼차저 사륜구동의 단일 파워트레인 및 구동 타입으로 운영되며, 판매가격은 개별소비세 3.5% 기준으로 17,520만 원이다.

## 수상 내역
- 미국 카 앤 드라이버 <2025 에디터스 초이스 어워즈> - '대형 럭셔리 세단' 부문

## 경쟁 차량
- 메르세데스-벤츠 - S 클래스
- BMW - 7 시리즈
- 아우디 - A8
- 렉서스 - LS
- 마세라티 - 콰트로포르테